# Minúsculo 33
Minúsculo 33 (numeração de Gregory-Aland), δ 48 (von Soden), é um manuscrito minúsculo grego do Novo Testamento, datado pela paleografia para o século IX.
Actualmente acha-se no Biblioteca Nacional da França (Cod. Gr. 14) em Paris.

## Descoberta
Codex contém o texto do Novo Testamento exceto o Apocálipse em 143 folhas (37,5 x 24,8 cm). O texto está escrito em uma coluna por página, em 48-52 linhas por página.
Ele contém κεφαλαια, τιτλοι, e Euthalian Apparatus.

## Texto
O texto grego desse códice é um representante do Texto-tipo Alexandrino. Kurt Aland colocou-o na Categoria II.